# Coscinida gentilis
Coscinida gentilis là một loài nhện trong họ Theridiidae.
Loài này thuộc chi Coscinida. Coscinida gentilis được Eugène Simon miêu tả năm 1895.